# Overdose
„Overdose” este un cântec al interpretei Americane Ciara de pe al cincilea album de studio care îi poarta numele (2013). Acesta a fost scris de către Josh Abraham, Oliver Goldstein, Ali Tamposi, Olivia Waithe și Ciara, și a fost produs de către Joah Abraham, Oligee, Kuk Harrell și Ciara. Acesta a fost lansat ca al treilea și ca ultimul single a albumului pe data de 18 septembrie 2013 pentru posturile de radio de către casa de discuri Epic Records.